# Ilboru
Ilboru ist ein Verwaltungsbezirk (Ward) des Distrikts Arusha DC in der tansanischen Region Arusha.

## Geografie
Ilboru liegt im Norden von Tansania, nördlich der Regionsstadt Arusha. Der Bezirk grenzt im Norden an Oltoroto, im Osten an Moivo, im Süden und im Westen an Kiranyi. Der Bezirk hat eine Fläche von rund 1 Quadratkilometer. Bei der Volkszählung 2022 lebten hier 9367 Menschen in 3229 Haushalten.

## Gliederung
Der Bezirk besteht aus zwei Stadtteilen (Kitongoji):
- Oltulelei
- Meretu

## Wirtschaft und Infrastruktur
- Gesundheit: Im Bezirk liegen eine staatliche[8] und zwei private Apotheken,[9] von denen eine ein angeschlossenes Labor hat.[10]
- Bildung: Die Ilboru Secondary School ist eine staatliche weiterführende Schule, die Jugendliche bis zur 4. Stufe ausbildet.[11]